# Sabulodes caberata
Sabulodes caberata är en fjärilsart som beskrevs av Achille Guenée 1858. Sabulodes caberata ingår i släktet Sabulodes och familjen mätare. Inga underarter finns listade.